# Benito Juárez
Benito Pablo Juárez García (San Pablo Guelatao, Oaxaca, 21. ožujka 1806. – Ciudad de México, 18. srpnja 1872.), meksički političar.

## Životopis
Bio je prvi predsjednik jedne latinskoameričke države indijanskog podrijetla. Pripadao je narodu Zapotec. Nekoliko puta je bio predsjednik Meksika u periodu od 1858. do 1872. Jedan od njegovih najpoznatijih govora sadrži citat: 
"Između država i ljudi, respekt je preduvjet poštovanja" (citat kojeg je posudio od njemačkog filozofa Immanuela Kanta koji je bio upućen agresivnoj vanjskoj politici od strane SADa).
Vodio je uspješno meksičke vojne snage protiv francuske okupacijske vojske u bitci kod Pueble 5. svibnja 1862. godine. Poslije toga su francuske snage uznapredovale tako da je osnovao izbjegličku vladu u Chihuahui dok je u međuvremenu Ferdinand Maximilian proglašen vladarom Meksika pod pokroviteljstvom Napoleona III. 1867. godine.
Benito Juárez je prvenstveno poznat po tome što je proveo La Reformu u meksičkom ustavu, što je Meksiko učinilo sekularnom državom.
Zanimljiva je činjenica da su roditelji Benita Mussolinija, koji su bili socijalisti svom sinu dali ime Benito zato što su poštovali lik i djelo Benita Juáreza. Njegov lik nalazi se na meksičkoj novčanici od dvadeset pezosa, a međunarodna zračna luka u Mexico Cityju nosi njegovo ime od 2006. godine.